# Francisco José Correia Reinhardt
Francisco José Correia Reinhardt (? — Florianópolis, 28 de janeiro de 1896) foi um farmacêutico e político brasileiro.
Foi tenente-cirurgião da Guarda Nacional do Desterro.
Foi farmacêutico e professor na Colônia Nacional Angelina.
Foi deputado à Assembleia Legislativa Provincial de Santa Catarina na 25ª legislatura (1884 — 1885).